# Idaea amoenata
Idaea amoenata är en fjärilsart som beskrevs av Fuchs 1901. Idaea amoenata ingår i släktet Idaea och familjen mätare. Inga underarter finns listade i Catalogue of Life.